# Peter Opiyo
Peter Opiyo Odhiambo (Nairobi, 15 novembre 1986) è un calciatore keniota, attaccante del Nairobi City Stars.

## Carriera

### Nazionale
Nel 2009 ha esordito in nazionale.

## Statistiche

### Cronologia presenze e reti in nazionale
| Cronologia completa delle presenze e delle reti in nazionale ― Kenya | Cronologia completa delle presenze e delle reti in nazionale ― Kenya | Cronologia completa delle presenze e delle reti in nazionale ― Kenya | Cronologia completa delle presenze e delle reti in nazionale ― Kenya | Cronologia completa delle presenze e delle reti in nazionale ― Kenya | Cronologia completa delle presenze e delle reti in nazionale ― Kenya | Cronologia completa delle presenze e delle reti in nazionale ― Kenya | Cronologia completa delle presenze e delle reti in nazionale ― Kenya |
| Data                                                                 | Città                                                                | In casa                                                              | Risultato                                                            | Ospiti                                                               | Competizione                                                         | Reti                                                                 | Note                                                                 |
| -------------------------------------------------------------------- | -------------------------------------------------------------------- | -------------------------------------------------------------------- | -------------------------------------------------------------------- | -------------------------------------------------------------------- | -------------------------------------------------------------------- | -------------------------------------------------------------------- | -------------------------------------------------------------------- |
| 20-7-2014                                                            | Maseru                                                               | Lesotho                                                              | 1 – 0                                                                | Kenya                                                                | Qual. Coppa d'Africa 2015                                            | -                                                                    |                                                                      |
| 3-8-2014                                                             | Nairobi                                                              | Kenya                                                                | 0 – 0                                                                | Lesotho                                                              | Qual. Coppa d'Africa 2015                                            | -                                                                    |                                                                      |
| Totale                                                               |                                                                      | Presenze                                                             | 2                                                                    |                                                                      | Reti                                                                 | 0                                                                    |                                                                      |